# Чебии, Абрахам
Абрахам Косгеи Чебии (род. 23 декабря 1979, Кения) — кенийский легкоатлет, бегун на длинные дистанции, который специализируется в беге на 5000 метров. Победитель финала Гран-при ИААФ 2002 года в беге на 3000 метров. Бронзовый призёр соревнований Weltklasse Zürich 2002 года. Победитель кросса Cross Internacional de Itálica 2002 года. Трёхкратный победитель кросса Cross Internacional Juan Muguerza. Занял 4-е место на чемпионате мира 2003 года. Победитель соревнований Golden Gala 2003 года. Двукратный серебряный призёр чемпионата мира по кроссу 2005 года к личном первенстве и командном зачёте. 27 февраля 2011 года занял 3-е место на Римском полумарафоне с результатом 1:00.07.
На олимпийских играх 2004 года не смог закончить дистанцию.

## Личная жизнь
В настоящее время проживает в Элдорете. Женат, дети Никсон (2003) и Виктория (2005).